# Conservatorio Profesional de Danza Valencia
El Conservatorio Profesional de Danza Valencia es una institución pública dedicada a la formación de futuros bailarines, ofreciendo enseñanzas elementales y profesionales en diversas disciplinas de la danza.

## Historia
La trayectoria del conservatorio se remonta a 1937, cuando se incorporó la asignatura de Danza de Salón en el Conservatorio de Música de Valencia, impartida por Dª Amelia de Lamo Espinosa.
En 1982, el departamento de Arte Dramático se separó del Conservatorio de Música, dando lugar a la creación de la Escuela de Arte Dramático y Danza de Valencia, que continuó compartiendo instalaciones con el conservatorio. Posteriormente, en septiembre de 1993, la Escuela Superior de Arte Dramático de Valencia se dividió, estableciéndose el Conservatorio de Danza como una entidad independiente. Desde 1976, las instalaciones actuales del conservatorio se encuentran junto al campus de la Universidad Politécnica de Valencia.
En la actualidad, el Conservatorio Profesional de Danza de Valencia ofrece enseñanzas regladas en tres especialidades: Danza Clásica, Danza Contemporánea y Danza Española, orientadas a la formación y preparación profesional de futuros bailarines.

## Oferta educativa
Su oferta educativa comprende las enseñanzas elementales y las enseñanzas profesionales. 
Las enseñanzas elementales abarcan cuatro cursos de introducción previa al grado profesional. Se imparten asignaturas como Danza académica, Danza contemporánea, Folklore, Zapato, Bolera y Música aplicada a la danza con el fin de proporcionar una formación de base y orientar a sus alumnos y alumnas hacia la especialidad en la que deseen cursar durante las enseñanzas profesionales. 
Las enseñanzas profesionales constan de seis cursos donde el alumno o alumna se centra en una sola especialidad: Danza clásica, Danza contemporánea o Danza española. Cada especialidad comparte unas asignaturas comunes a las tres especialidades, además de otras específicas que persiguen una formación focalizada en dicha disciplina: 

#### Asignaturas de la especialidad Danza Clásica
- Danza clásica
- Danza contemporánea
- Técnica de puntas
- Técnica de varones
- Repertorio
- Paso a dos
- Taller de interpretación
- Música aplicada a la danza
- Anatomía aplicada a la danza
- Historia de la danza
- Percusión
- Maquillaje escénico

#### Asignaturas de la especialidad Danza Contemporánea
- Técnica de danza contemporánea
- Danza clásica
- Improvisación
- Repertorio
- Talleres coreográficos
- Música aplicada a la danza
- Anatomía aplicada a la danza
- Historia de la danza

#### Asignaturas de la especialidad Danza Española
- Danza española
- Danza clásica
- Flamenco
- Escuela bolera
- Folklore
- Improvisación
- Repertorio
- Música aplicada a la danza
- Anatomía aplicada a la danza
- Historia de la danza

### Pruebas de acceso
Para acceder al Conservatorio Profesional de Danza de Valencia, es necesario superar una prueba de acceso que evalúa las aptitudes y conocimientos del aspirante en la disciplina de danza correspondiente. 
1. Requisitos de edad:
- Enseñanzas Elementales: Dirigidas a alumnos con edades comprendidas entre los 8 y 12 años.
- Enseñanzas Profesionales: Dirigidas a alumnos a partir de 12 años. No obstante, existen excepciones para aspirantes con edades diferentes siempre que demuestren las competencias requeridas.[5]

2. Inscripción a las pruebas de acceso:
- Plazo de inscripción: Habitualmente, desde el 1 de febrero hasta el 30 de abril del año en curso.
- Procedimiento:
  - Completar la solicitud de inscripción disponible en la página web oficial del conservatorio o en la de la Generalitat Valenciana.
  - Presentar la documentación requerida según lo especificado en la convocatoria.

3. Realización de las pruebas de acceso:
Las pruebas suelen llevarse a cabo en los meses de mayo y junio. Constan de evaluaciones prácticas y teóricas por parte de un tribunal para así determinar el nivel de competencia del aspirante en la especialidad de danza escogida.
4. Publicación de resultados:
Tras la realización de las pruebas, el conservatorio publicará las listas de admitidos en su sitio web oficial y en los tablones de anuncios del centro.
5. Matrícula:
- Los aspirantes que hayan superado las pruebas deberán formalizar su matrícula en las fechas y según los procedimientos establecidos por el conservatorio.[6]

### Actividades del centro
El Conservatorio Profesional de Danza de Valencia ofrece una variedad de actividades diseñadas para complementar la formación académica de sus estudiantes y promover la danza en la comunidad.
1. Programas Internacionales:
- Erasmus+: Desde 2018, el conservatorio participa en el programa Erasmus+, permitiendo a los estudiantes realizar prácticas profesionales en países como Francia, Italia, Bélgica y Dinamarca. Actualmente, el centro está acreditado para el periodo 2021-2027. [7]

2. Actividades Complementarias:
- Talleres y Masterclasses: Organización de sesiones impartidas por profesionales reconocidos, dirigidas a ampliar los conocimientos y habilidades de los estudiantes en diversas técnicas y estilos de danza.
- Representaciones Escénicas: Los alumnos tienen la oportunidad de participar en actuaciones y muestras coreográficas, tanto dentro como fuera del conservatorio, facilitando su experiencia escénica y acercando la danza al público. Además, en los últimos años, el centro impulsó su propia Companyia Jove.

## Elisa Badenes
Elisa Badenes, nacida en Valencia en 1992, es una destacada bailarina de ballet que inició su formación en el Conservatorio Profesional de Danza de Valencia. Durante el período de 2002 a 2007, desarrolló sus habilidades en este centro, lo que sentó las bases para su exitosa carrera internacional. 
En 2008, participó en el prestigioso Prix de Lausanne, donde obtuvo una beca para continuar sus estudios en la Royal Ballet School de Londres. Tras su graduación en 2009, se unió como aprendiz al Stuttgart Ballet en la temporada 2009-2010. Su talento y dedicación la llevaron a ascender rápidamente: fue promovida al cuerpo de baile en 2010-2011 y alcanzó el rango de bailarina principal en la temporada 2013-2014. 
Entre sus reconocimientos, se incluyen la medalla de oro en el Youth American Grand Prix en 2009 y el premio a la mejor bailarina europea en el mismo certamen. En 2011, recibió el Audience Choice Award en el Erik Bruhn Prize de Toronto.
A lo largo de su trayectoria, Elisa ha interpretado roles principales en producciones emblemáticas como El lago de los cisnes, La bella durmiente, Romeo y Julieta y Onegin. Además, ha trabajado con renombrados coreógrafos y ha participado en diversas compañías internacionales, consolidándose como una figura prominente en el mundo de la danza clásica. 
La formación recibida en el Conservatorio Profesional de Danza de Valencia fue fundamental en los primeros años de Elisa Badenes, proporcionándole una base sólida que le permitió destacar en escenarios internacionales y desarrollar una exitosa carrera artística.

## Instalaciones
El Conservatorio Profesional de Danza de Valencia se ubica en el Camí de Vera, s/n, 46022 Valencia, junto al campus de la Universidad Politécnica de Valencia. El edificio, inaugurado en 1976, es compartido con la Escuela Superior de Arte Dramático de Valencia y el Conservatorio Superior de Danza de Valencia. 
Entre las instalaciones del conservatorio se encuentran:
- Biblioteca: Espacio destinado al estudio y consulta de material bibliográfico relacionado con la danza.
- Salón de Actos: Área equipada para la realización de eventos, presentaciones y actuaciones.
- Aula de Música: Sala dedicada a la formación musical complementaria para los estudiantes de danza.
- Cafetería: Zona de descanso y socialización para estudiantes y personal del centro.

En los últimos años se han señalado deficiencias en las instalaciones debido, en gran parte, a la antigüedad y deterioro del recinto y a una infraestructura eléctrica insuficiente. Estas carencias han llevado a demandas de mejoras por parte de la comunidad educativa.

## Contacto
- Dirección: Camino de Vera, s/n, 46022 Valencia, España
- Teléfono: 961 206 810
- Correo electrónico y redes sociales: Consultar en la web oficial (https://portal.edu.gva.es/cdansa/es/contacta/)